# Reformierte Kirche Glashütten

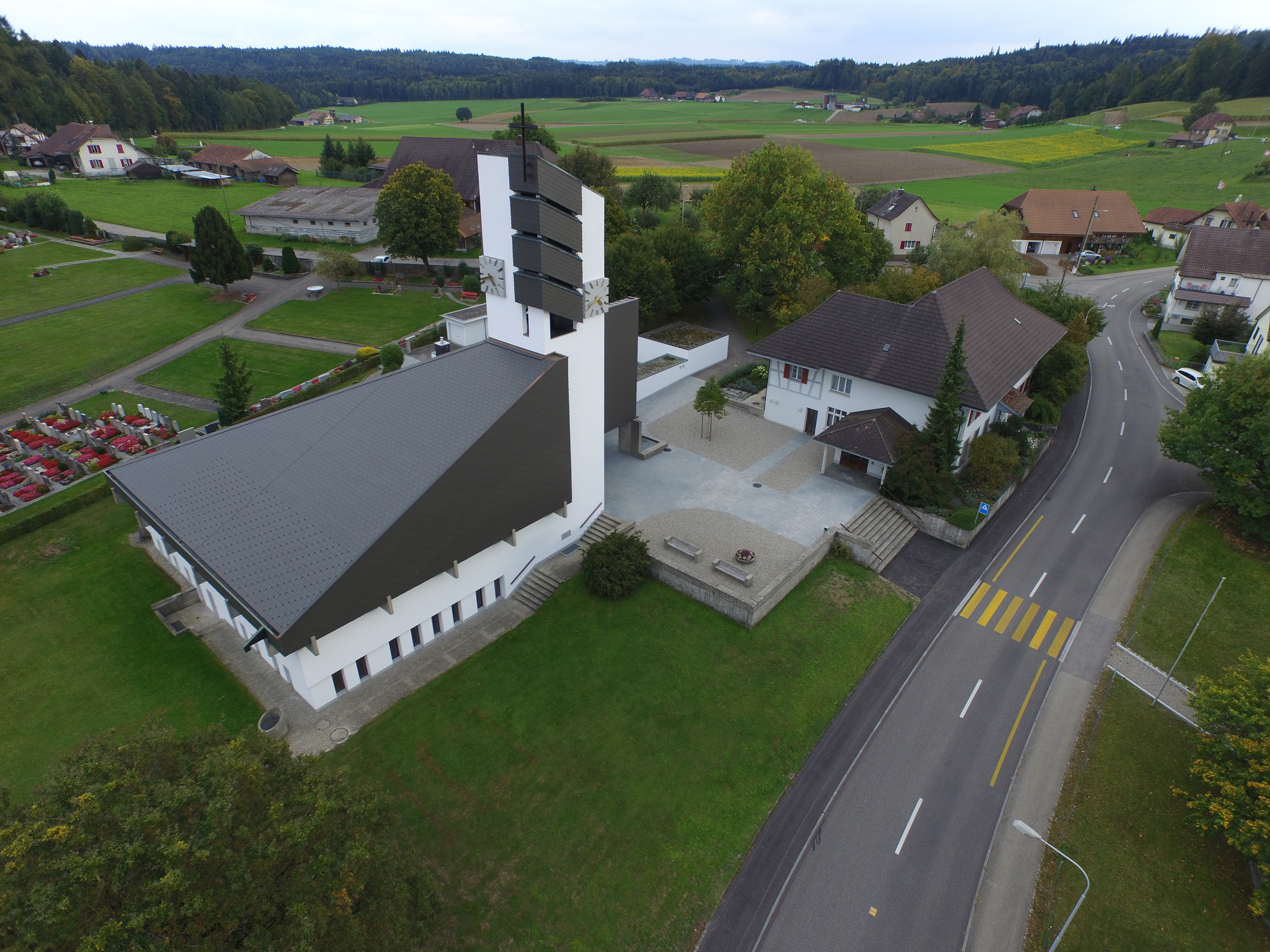
Die Kirche nach der Renovation

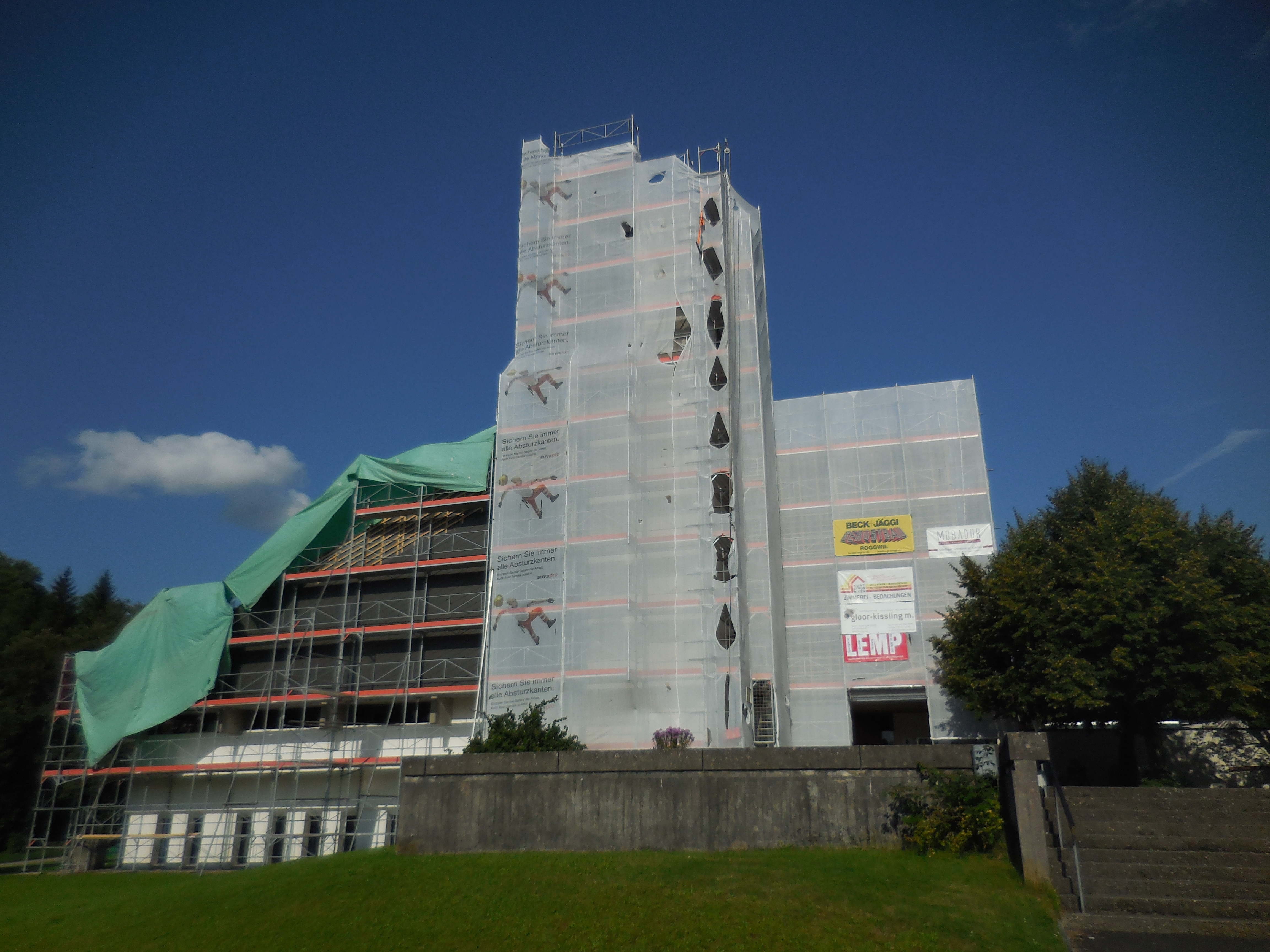
Die Kirche mit dem Gerüst während der Renovation (2014)

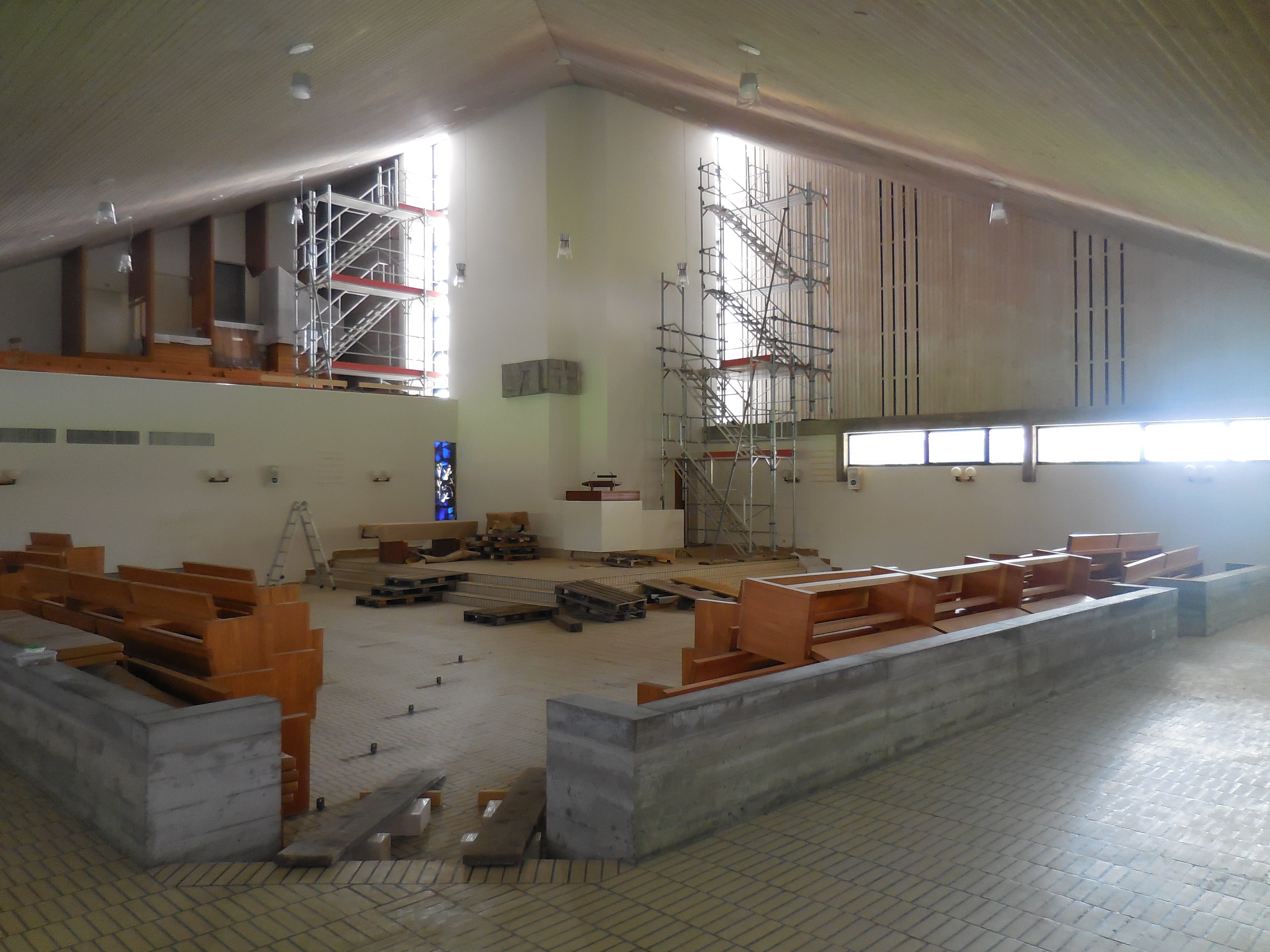
Der Kirchenraum während der Renovation im Sommer 2014

Die reformierte Kirche Glashütten ist die reformierte Kirche von Murgenthal im Schweizer Kanton Aargau. Die Kirche gehört der reformierten Kirchgemeinde und liegt im Ortsteil Glashütten.
In Glashütten wurde 1852–1854 eine reformierte Kirche im neuromanischen Stil errichtet.
Ein vom Architekten Benedikt Huber geplanter Neubau erfolgte in den Jahren 1962/1963.
Von Juli bis November 2014 wurde die Kirche innen und aussen renoviert. Dabei wurde auch die 1964 eingeweihte Kuhn-Orgel mit 21 Registern revidiert, ebenso das Dach mit Eternit neu eingedeckt.
Das Geläute umfasst fünf Glocken. Den Kirchturm ziert – eher aussergewöhnlich bei einer reformierten Kirche – ein Kreuz.